# Tỉnh Bách Nhiên
Tỉnh Bách Nhiên (tiếng Trung: 井柏然; bính âm: Jǐng Bórán, sinh ngày 19 tháng 4 năm 1989) là một nam diễn viên, người mẫu và ca sĩ người Trung Quốc.

## Tiểu sử
Tỉnh Bách Nhiên sinh ra tại Thẩm Dương, Liêu Ninh, Trung Quốc. Khi mới 28 ngày tuổi, cha mẹ anh đã không nuôi nấng chăm sóc anh, vì vậy anh sống cùng ông bà ngoại. Ông bà ngoại Tỉnh Bách Nhiên nuôi lớn anh bằng lương hưu. Nhận thức được hoàn cảnh của mình, Tỉnh Bách Nhiên luôn cố gắng học tập và làm việc kiếm tiền phụ giúp gia đình. Năm  2007, khi 18 tuổi, Tỉnh Bách Nhiên tham gia game show "Cố lên chàng trai tốt", giành được vị trí quán quân, được công ty Hoa Nghị huynh đệ mời ký hợp đồng. Tỉnh Bách Nhiên cũng đồng thời cùng Phó Tân Bác (付辛博), thí sinh vị trí thứ 2 trong cuộc thi Cố lên chàng trai tốt, thành lập nhóm nhạc BoBo.  Chỉ trong ba năm, nhóm đã cho ra mắt bốn album gồm Quang vinh, Thế giới rộng lớn, Bàn tay ấm, Let’s BoBo và một album thuộc sở hữu riêng của chàng trai họ Tỉnh.
Với chất giọng trầm ấm, những ca khúc của Tỉnh Bách Nhiên được đánh giá tích cực, nhóm nhạc Bobo cũng nhận về một số thành tích nổi bật như giải Kim Khúc hay lọt vào danh sách tám ca khúc Hoa ngữ toàn cầu.
Tuy nhiên, con đường âm nhạc của chàng trai đôi mươi vẫn chưa có sự khởi sắc đáng kể, BoBo cũng không ra mắt thêm sản phẩm mới kể từ năm 2010 và tan rã ngay sau đó.
Xuất thân là ca sĩ, Tỉnh Bách Nhiên chưa từng nghĩ đến việc dấn thân điện ảnh. Chỉ đến khi ra mắt với vai Tỉnh Bảo trong Thời thanh xuân và nhận về những đánh giá tích cực từ giới chuyên môn, anh mới quyết định rẽ hướng sang diễn xuất.
Tuy nhiên, vai Tiểu Phương trong Toàn Thành Nhiệt Luyến, tác phẩm do Hạ Vĩnh Khang và Trần Quốc Huy đồng đạo diễn mới thực sự là cái duyên gắn kết chàng diễn viên họ Tỉnh với Điện ảnh. ai diễn Tiểu Phương trong tác phẩm đã mang về cho Tỉnh Bách Nhiên giải thưởng Nghệ sĩ mới xuất sắc trong LHP Điện ảnh sinh viên Bắc Kinh, anh đồng thời nhận đề cử cho Nam diễn viên mới xuất sắc tại giải Kim Tượng Hồng Kông lần thứ ba mươi. Từ “lính mới” trong lĩnh vực điện ảnh, Tỉnh Bách Nhiên ngày càng khẳng định thực lực ở bộ môn nghệ thuật thứ bảy. Anh thường xuyên được những đạo diễn nổi tiếng để mắt, đồng thời có cơ hội đóng cùng loạt diễn viên tên tuổi của màn ảnh Trung Hoa. Cũng từ đây, Tỉnh Bách Nhiên dần trở thành cái tên triển vọng. Anh là minh chứng cho một diễn viên đi lên bằng sự cố gắng, không ngại thử thách bản thân qua những tác phẩm đa dạng về kịch bản, đòi hỏi diễn xuất tâm lý phức tạp.
Ban đầu, anh thường đảm nhận vai phụ trọg các dự án điện ảnh chế tác lớn. Từ 2015, Tỉnh Bách Nhiên đảm nhận các vai chính, thứ chính trong những dự án điện ảnh, truyền hình như Tình yêu vượt qua ngàn năm, Thất cô, Tróc yêu ký,..,và giành được sự công nhận của đông đảo giới chuyên môn và khán giả.
Dù thành công qua nhiều vai diễn và khẳng định được năng lực diễn xuất nhưng đến khi Us and Them (2018), tác phẩm điện ảnh đầu tay của Lưu Nhược Anh ra đời thì tên tuổi của Tỉnh Bách Nhiên đã thực sự bùng nổ. Anh tiếp tục đảm nhiệm vai chính trong các dự án truyền hình và điện ảnh chất lượng như Nhà leo núi, Trong gió có áng mây hoá thành mưa, Nam Yên trai bút lục, Đường về,...
Xuất thân từ ca sĩ nhưng bằng tài năng và sự cố gắng không ngừng nghỉ, Tỉnh Bách Nhiên đã từng bước chạm đến giấc mơ điện ảnh. Không chỉ nhận về những đề cử hay giải thưởng danh giá từ giới chuyên môn, tình cảm mà khán giả ưu ái cho anh là minh chứng đối với thành công của một nghệ sĩ thực thụ.

## Danh sách phim

### Phim truyền hình
| Năm  | Tên phim                      | Vai diễn        | Bạn diễn       |
| ---- | ----------------------------- | --------------- | -------------- |
| 2009 | Thời thanh xuân               | Tỉnh Bảo        | Trương Hinh Dư |
| 2009 | Con gái tiến lên              | Tỉnh Tiểu Kiều  | Dương Tử       |
| 2011 | Ba mươi ba câu chuyện         | Trương Thừa Hữu |                |
| 2013 | Truyện ở phòng biên tập       | Hà Triệt Triệt  |                |
| 2014 | Tình yêu vượt qua ngàn năm    | Công Minh       | Trịnh Sảng     |
| 2019 | Nam Yên Trai Bút Lục          | Diệp Thân       | Lưu Diệc Phi   |
| 2021 | Nữ Bác Sĩ Tâm Lý              | Tiền Khai Dật   | Dương Tử       |
| 2023 | Quân tử minh (Trương công án) | Lan Giác        | Tống Uy Long   |
| 2023 | Quy Lộ (Đường về)             | Lộ Viêm Thần    | Đàm Tùng Vận   |

### Phim điện ảnh
| Năm  | Tên phim                                             | Vai diễn                    | Bạn diễn                                 |
| ---- | ---------------------------------------------------- | --------------------------- | ---------------------------------------- |
| 2008 | Suy đoán của Lý Mễ                                   | khách mời                   |                                          |
| 2011 | Kiến Đảng Vĩ Nghiệp                                  | Tạ Thiệu Mẫn                |                                          |
| 2011 | Toàn Cầu Nhiệt Luyến                                 | Văn Phong                   | Angelababy, Quế Luân Mỹ, Quách Phú Thành |
| 2012 | Ảnh Tử Ái Nhân (Repeat I love You)                   | Tất Đạt                     | Trương Thiều Hàm                         |
| 2012 | Viên Đạn Biến Mất (The Bullet Vanishes)              | Tiểu Ngũ                    | Tạ Đình Phong, Lưu Thanh Vân             |
| 2012 | Huyết Trích Tử (The Guillotines)                     | Hầu Giai Thập Tam           | Huỳnh Hiểu Minh, Nguyễn Kinh Thiên       |
| 2013 | Chờ Gió Nổi (Up in the Wind)                         | Vương Xán                   | Nghê Ni                                  |
| 2014 | Hoàng Phi Hồng Chi Anh Hùng Hữu Mộng                 | Xích Hỏa                    | Bành Vu Yến, Vương Lạc Đan               |
| 2015 | Thất Cô (Lost and Love)                              | Tằng Soái                   | Lưu Đức Hoa                              |
| 2015 | Tam Thành Ký (A Tale of Three Cities)                | Thu Mãi Hoa                 | Lưu Thanh Vân, Thang Duy, Tần Hải Lộ     |
| 2015 | Truy lùng quái yêu                                   | Tống Thiên Âm               | Bạch Bách Hà                             |
| 2016 | Yêu em từ cái nhìn đầu tiên                          | Tiêu Nại                    | Angelababy                               |
| 2016 | Đạo Mộ Bút Ký                                        | Trương Khởi Linh            | Lộc Hàm, Mã Tư Thuần                     |
| 2018 | Truy lùng quái yêu 2                                 | Thiên Âm                    | Bạch Bách Hà, Thang Duy, Lương Triều Vỹ  |
| 2018 | Mười chín đời tổ tông                                | Lôi tác gia (vai khách mời) |                                          |
| 2018 | Chúng ta của sau này                                 | Lâm Kiến Thanh              | Châu Đông Vũ                             |
| 2019 | Trong Gió Có Đám Mây Hóa Thành Mưa (The Shadow Play) | Dương Gia Đống              | Tống Giai, Mã Tư Thuần                   |
| 2019 | Nhà Leo Núi (The Climbers)                           | Lý Quốc Lương               | Ngô Kinh, Chương Tử Di, Hồ Ca            |
| 2021 | Đảo Thương Thứ (Flayer)                              | Lý Tủng                     | Thư Kỳ, Văn Kỳ                           |

### Lồng tiếng
| Năm  | Tên phim          | Vai       | Bạn diễn     |
| ---- | ----------------- | --------- | ------------ |
| 2019 | Vùng Đất Linh Hồn | Bạch Long | Châu Đông Vũ |

## Âm nhạc

### Album
2007: Quang vinh (nhóm BoBo - Tỉnh Bách Nhiên và Phó Tân Bác)
2008: Thế giới rộng lớn (nhóm BoBo)
2010:
1. Bàn tay ấm (Warm hands)
2. Let's BoBo (Nhóm BoBo)

2011: Tỉnh Bách Nhiên (Album cá nhân đầu tay)

### Single
| Năm  | Tên                             | Album                                          | Chú thích                                     |
| ---- | ------------------------------- | ---------------------------------------------- | --------------------------------------------- |
| 2009 | "Homework"                      | Thời thanh xuân OST                            |                                               |
| 2009 | "Be Happier"                    | Thời thanh xuân OST                            |                                               |
| 2009 | "Jiayou Angel"                  |                                                |                                               |
| 2010 | "Hot Summer Days"               | Toàn thành nhiệt luyến OST                     |                                               |
| 2012 | "No Valentine's Day"            |                                                |                                               |
| 2015 | Không thể quên                  | Tình yêu vượt qua ngàn năm OST                 | cùng Trịnh Sảng                               |
| 2015 | Em đã bay đến bên kia thành phố | Chờ gió lên OST                                |                                               |
| 2015 | Mai sau em sẽ về đâu            | Truy lùng quái yêu OST                         | cùng Bạch Bách Hà                             |
| 2016 | Tình yêu trôi về nơi đâu        | Tôi và tuổi 17 của tôi OST                     |                                               |
| 2016 | Mộng ước thủa ban đầu           | Yêu em từ cái nhìn đầu tiên (bản điện ảnh) OST |                                               |
| 2017 | Người đẹp và Quái vật           | Người đẹp và Quái vật OST                      | bản tiếng Trung, cùng với Hebe Điền Phức Chân |

## Giải thưởng
Một vài đề cử/giải thưởng nổi bật:
- 2010: (Giải thưởng) Nam diễn viên mới xuất sắc cho vai Tiểu Phương trong phim điện ảnh Toàn Thành Nhiệt Luyến - LHP Điện ảnh sinh viên Bắc Kinh.
- 2011: (Đề cử) Nam diễn viên mới xuất sắc cho vai diễn Tiểu Phương trong phim điện ảnh Toàn Thành Nhiệt Luyến – LHP Kim Tượng Hong Kong lần thứ 30.
- 2015: (Đề cử) Nam diễn viên phụ xuất sắc nhất với vai diễn Tằng Soái trong phim điện ảnh Thất Cô - LHP Kim Kê.
- 2016: (Đề cử) Nam diễn viên chính xuất sắc nhất với vai diễn Tống Thiên Âm trong phim điện ảnh Tróc Yêu Ký - LHP Bách Hoa.
- 2016: Tencent Star Award - Diễn viên điện ảnh được hoan nghênh nhất.
- 2016: (Giải thưởng) Nam diễn viên phụ xuất sắc nhất với vai diễn Tằng Soái trong phim điện ảnh Thất Cô - Liên hoan phim Trung Quốc Trường Xuân lần thứ 13.
- 2017: (Giải thưởng) Nam diễn viên xuất sắc nhất - Netease Attitude Awards.
- 2018: (Giải thưởng) Nam diễn viên điện ảnh của năm - Esquire Man At His Best Awards lần thứ 15.
- 2019: (Giải thưởng) Nam diễn viên điện ảnh của năm - Esquire Man At His Best Awards lần thứ 16.
- 2020: (Để cử) Nam diễn viên phụ xuất sắc nhất với vai diễn Lý Quốc Lương trong phim điện ảnh Nhà Leo Núi - Liên hoan phim Kim Kê Bách Hoa lần thứ 35.